# Furcifer voeltzkowi
Furcifer voeltzkowi is een soort kameleon uit het geslacht Furcifer de soort isendemisch voor Madagaskar. Oskar Boettger beschreef de soort als eerste in 1893. Het eerste beschreven exemplaar was een mannelijk exemplaar, gevangen door A. Voeltzkow.
De soort werd in 2018, na voor het laatst in 1893 te zijn waargenomen, herontdekt. Vrouwtjes werden als eerste waargenomen, zij vertonen tijdens hun zwangerschap meer kleurrijke patronen zodra zij een mannetje waarnemen, of gestresst raken.
De soort is nauw verwant aan de Labord's kameleon welke een levenscyclus heeft van ongeveer een jaar, waarbij de dieren met ongeveer twee maanden na uit het ei te zijn gekomen geslachtsrijp zijn en daarna al snel komen te overlijden. Of Furcifer voeltzkowi dit patroon ook volgt is niet zeker. Mocht het wel zo zijn, dan verklaart dat wel waarom het zien van volgroeide exemplaren bijna niet voor komt.
Het leefgebied van de soort wordt aangeduid als gefragmenteerd, waardoor de  Rode Lijst van de IUCN de soort waarschijnlijk als bedreigd zal aanmerken.
De soortaanduiding is ter ere van de Duitse bioloog Alfred Voeltzkow.